# Rivière Conefroy
Der Rivière Conefroy ist ein etwa 54 km langer Zufluss der Ungava Bay in der kanadischen Provinz Québec.

## Flusslauf
Der Rivière Conefroy entspringt westlich des Lac De Freneuse, 51 km südöstlich von Tasiujaq im Norden der Labrador-Halbinsel auf einer Höhe von 180 m. Er durchfließt die Tundralandschaft des Kanadischen Schildes in überwiegend nördlicher Richtung. Am Flusslauf liegen die Seen Lac Tuvaittulik, Lac Butt, Lac Bleichert und Lac Makimmataliup. Der Rivière Conefroy mündet schließlich in die Baie Makimmataliup, eine Seitenbucht des Ästuars des Rivière aux Feuilles an der Südwestküste der Ungava Bay. Das 324 km² große Einzugsgebiet des Rivière Conefroy grenzt im Osten an das des Rivière Curot sowie im Westen an das des Rivière Compeau.

## Namensgebung
Der Flussname ehrt Pierre Conefroy (1752–1816). Der Sohn von Robert Conefroy, normannischer Herkunft und ein sehr wohlhabender Kaufmann am Ende der französischen Herrschaft, studierte am Séminaire de Québec und wurde 1776 Priester. Ab 1790 war er nacheinander Pfarrer von Lachine, dann Pointe-Claire, von Boucherville, wo er von 1808 bis zu seinem Tod auch das Amt des Generalvikars des Bischofs von Québec für die Region Montréal ausübte. Begabt in Architektur, entwarf und leitete er den Bau zahlreicher Kirchen, hauptsächlich in der Region Montréal. Damit trug er zur Etablierung einer landestypischen Tradition religiöser Baukunst bei. In Inuktitut heißt der Fluss Makimmataliup Kuunga.